# Campeonato Nacional de Albania 1934
El Campeonato Nacional de Albania de 1934 (en albanés, Kampionati Kombëtar Shqiptar 1934) fue la 5ta. edición del Campeonato Nacional de Albania.

## Resumen
Fue disputado por 7 equipos y KF Tirana ganó el campeonato.

## Clasificación
| Pos. | Equipo             | PJ | PG | PE | PP | GF | GC | Dif. | Pts. |
| ---- | ------------------ | -- | -- | -- | -- | -- | -- | ---- | ---- |
| 1    | Tirana             | 12 | 10 | 1  | 1  | 54 | 8  | +46  | 21   |
| 2    | Skenderbeu         | 12 | 8  | 2  | 2  | 27 | 8  | +19  | 18   |
| 3    | Bashkimi Shkodran  | 12 | 8  | 1  | 3  | 25 | 11 | +14  | 17   |
| 4    | Teuta              | 12 | 6  | 0  | 6  | 18 | 23 | -5   | 12   |
| 5    | Kavaje             | 12 | 3  | 3  | 6  | 14 | 20 | -6   | 9    |
| 6    | Bashkimi Elbasanas | 12 | 2  | 2  | 8  | 12 | 36 | -24  | 6    |
| 7    | Vlora              | 12 | 0  | 1  | 11 | 4  | 48 | -44  | 1    |

## Resultados
| Local/Visita       | BEL | BAS | KAV | SKE | SKV | TEU | TIR |
| ------------------ | --- | --- | --- | --- | --- | --- | --- |
| Bashkimi Elbasanas |     | 1-0 | 2-2 | 0-3 | 6-0 | 1-4 | 0-5 |
| Bashkimi Shkodran  | 2-0 |     | 1-0 | 3-1 | 8-0 | 1-0 | 1-2 |
| Kavaje             | 4-1 | 2-2 |     | 0-4 | 3-0 | 0-1 | 1-2 |
| Skenderbeu         | 1-0 | 4-0 | 0-0 |     | 4-1 | 2-0 | 0-2 |
| Vlora              | 1-1 | 1-3 | 1-2 | 0-5 |     | 0-1 | 0-5 |
| Teuta              | 5-0 | 0-3 | 2-0 | 0-1 | 2-0 |     | 3-6 |
| Tirana             | 9-0 | 0-1 | 4-0 | 2-2 | 8-0 | 9-0 |     |